# 鈴木ダイ (ディスクジョッキー)
鈴木 ダイ（すずき ダイ、本名：鈴木 大（すずき だい）、1966年9月1日 - ）は、日本のラジオDJ、ナレーター。千葉県松戸市出身。東京都新宿区在住。日本大学藝術学部卒業。血液型はA型。独身

## 来歴・人物
大学卒業後、米国マサチューセッツ州ボストンに留学。帰国後、パイオニアLDCの洋楽部門宣伝担当として在京のラジオ局・テレビ局を訪問しているうちに、J-WAVEのディレクターから声の良さを買われてナビゲーター養成講座である「サマーセミナー」を受講。1997年J-WAVEのオーディションに合格したのを機にディスクジョッキー（J-WAVEでは「ナビゲーター」と呼ぶ）への道を進む。J-WAVEでは不遇にもあまり活躍の機会は無く、活動の場をライバル局のTOKYO FM系列の地方局番組配信会社JFNCに移し、地方局向けの番組を担当する。2003年10月にラジオ日本で『ミュージック・パワーステーション』がスタートした。
2011年4月より独立局のFM FUJIで「GOOD DAY」の水曜担当になり、FM FUJI本社のある山梨の地へ通うようになった（2012年4月からは月・火曜担当へ、2017年4月以降は火曜のみの担当へ変更）。
DJの他はインストアライブ、イベント等の司会、CMナレーターを担当している。
趣味はサッカーで、少年期から現在でもプレイしている。ワールドカップ等のサッカーイベントは必ずスタジアム観戦か自宅観戦を行っている。2001年と2002年の2年間はJリーグFC東京のスタジアム・ナレーターも務めた。
音楽は洋楽を始めミュージック・パワーステーションを担当するようになってからは演歌、歌謡曲に至るまで幅広く聴取し、ライブや野外フェスに足繁く通っている。特にエルヴィス・プレスリー、キッス、西城秀樹、矢沢永吉、を崇拝しており、番組で多くオンエアし、イントロ紹介で熱く語っている。カントリー・ミュージックにも造詣が深い。一方では、番組においても昔からのヒップホップ好きを公言している。
他にもサイクリング、アメリカンフーズやラーメンの食べ歩き、腕時計やスニーカー収集など多彩な趣味を持っている。
FM FUJIでの活躍や山梨での知名度が認められ、2013年山梨県より「やまなし大使」に任命された。

## 主な出演

### ラジオ番組

#### 現在の出演番組
- Bumpy（FM FUJI、2021年4月 - ）
- Nostalgic Story（FM FUJI）

#### 過去の出演番組
- ダイ&チャッピーのワールドトップ40（ラジオ日本）
- ミュージック・パワーステーション（ラジオ日本、2003年9月22日 - 2004年4月1日・2004年10月 - 2011年3月）
- ロックンロールナイター（ラジオ日本）
- 時代と曲のアンソロジー 魔球の時間（ラジオ日本）
- インコンサート（JFN）
- L.A.V.（JFN）
- ミッドナイトランブラー（JFN）
- E-MUSIC LINE（InterFM）
- GOOD DAY（FM FUJI）
- Disc-over Music -チャート式 音楽地図（JFN）
- Hits!! M-Chain（FM FUJI）
- 風のSUNSET CRUISE（FM FUJI）

### タイトルコール
- ラジオ日本 土曜競馬実況中継（ラジオ日本）

### 執筆
- 立川こしらのこしら・える時間（ラジオ日本）のフリーペーパーコラム「鈴木ダイのシュガベビな時間」